# Râul Mocanul
Râul Mocanul este un curs de apă, afluent al râului Izvorul Alb. 

## Hărți
- Harta Munții Nemira  Arhivat în 14 aprilie 2010, la Wayback Machine.